# Asparagus greveanus
Asparagus greveanus — вид рослин із родини холодкових (Asparagaceae).

## Біоморфологічна характеристика
Рослина з багатьма стеблами, стійка, сильно розгалужена, дуже колюча, дрібносмугаста, з дуже зигзагоподібними гілками. Корені бульбисті. Квітки поодинокі. Пиляки яйцюваті.

## Середовище проживання
Ареал: зх. і пд.-зх. Мадагаскар.